# 船瀬温泉
かもだ岬温泉（かもだみさきおんせん）（旧名称：船瀬温泉）は、徳島県阿南市椿町（旧国阿波国）にある温泉である。

## 泉質
- 低張性弱アルカリ性単純温泉
  - 源泉温度41.4℃
  - 湧出量毎分90リットル

徳島県の商業温泉としては最高温度の源泉であり、また肌にしっとりとからみつくような湯が特徴。湯上がりには肌がすべすべになる効果があるとされる。

## 温泉街
四国最東端である蒲生田岬から西に約2キロのところにある。高台にあり、露天風呂からは紀伊水道の景色が一望できるのが特徴。快晴の日には、遠く淡路島や和歌山まで臨むことができる。また行くためには細い道路を15キロほど進まねばならず秘湯としても近年名を知られつつある。
温泉地には日帰り入浴施設である阿南市営かもだ岬温泉保養センター一軒のみである。宿泊施設はない。またセンター内には地元でとれた旬の魚介類が食べられるレストランがある。

## 歴史
- 1999年2月、掘削工事を開始。
- 2001年7月26日にオープンした。
- 2011年11月1日に阿南市かもだ岬温泉保養施設に名称変更した[1]。

## アクセス
- 温泉への公共交通機関はなし
- 国道55号から自動車で30分程度

（途中からは対向も難しい区間が数キロに渡って続く）